# Мурсія
Му́рсія (ісп. Murcia, араб. مرسية) — велике місто на південному сході Іспанії, столиця і найгустонаселеніше місто однойменного муніципалітету і автономного співтовариства, сьоме за кількістю населення місто в країні. У 2018 році його населення становило 447 182 мешканців (близько третини всього населення області). Загальна кількість населення столичної зони становила 689 591 у 2010 році.
Мурсія розміщена на річці Сегура, на південному сході Піренейського півострова. Клімат м'який зі спекотним літом, теплою зимою та мізерними опадами.
Мурсія була заснована еміром Кордови Абдаррахманом II у 825 році. Зараз це переважно місто послуг і університетське місто. Серед визначних пам'яток для відвідувачів — Собор Мурсії і низка будівель епохи бароко. Місто відоме своїми стравами, творами мистецтва відомого мурсіанського скульптора Франсіско Салзілло та «Весняним фестивалем» (Fiestas de Primavera).
Мурсію називають «фруктовим садом Європи» через її давні сільськогосподарські традиції, а також виробництво та експорт фруктів, овочів і квітів.

## Історія
Територія муніципалітету була заселена ще в доісторичні часи. Люди жили ще в епоху бронзи та заліза. Під час пізнього енеоліту та бронзової доби частину нинішнього муніципалітету заселяли аргани. Під час пізньої бронзи та залізної доби люди, які населяли нинішній муніципалітет, були іберійцями. Чудовим місцем є релігійна споруда, назва якої — Іберійське святилище Де ла Луз. Є сліди присутності людей під час римського панування. Споруда пізнього римського періоду на Піренейському півострові — це фортеця «Кастільо де лос Гаррес», розташована в північній частині муніципалітету.

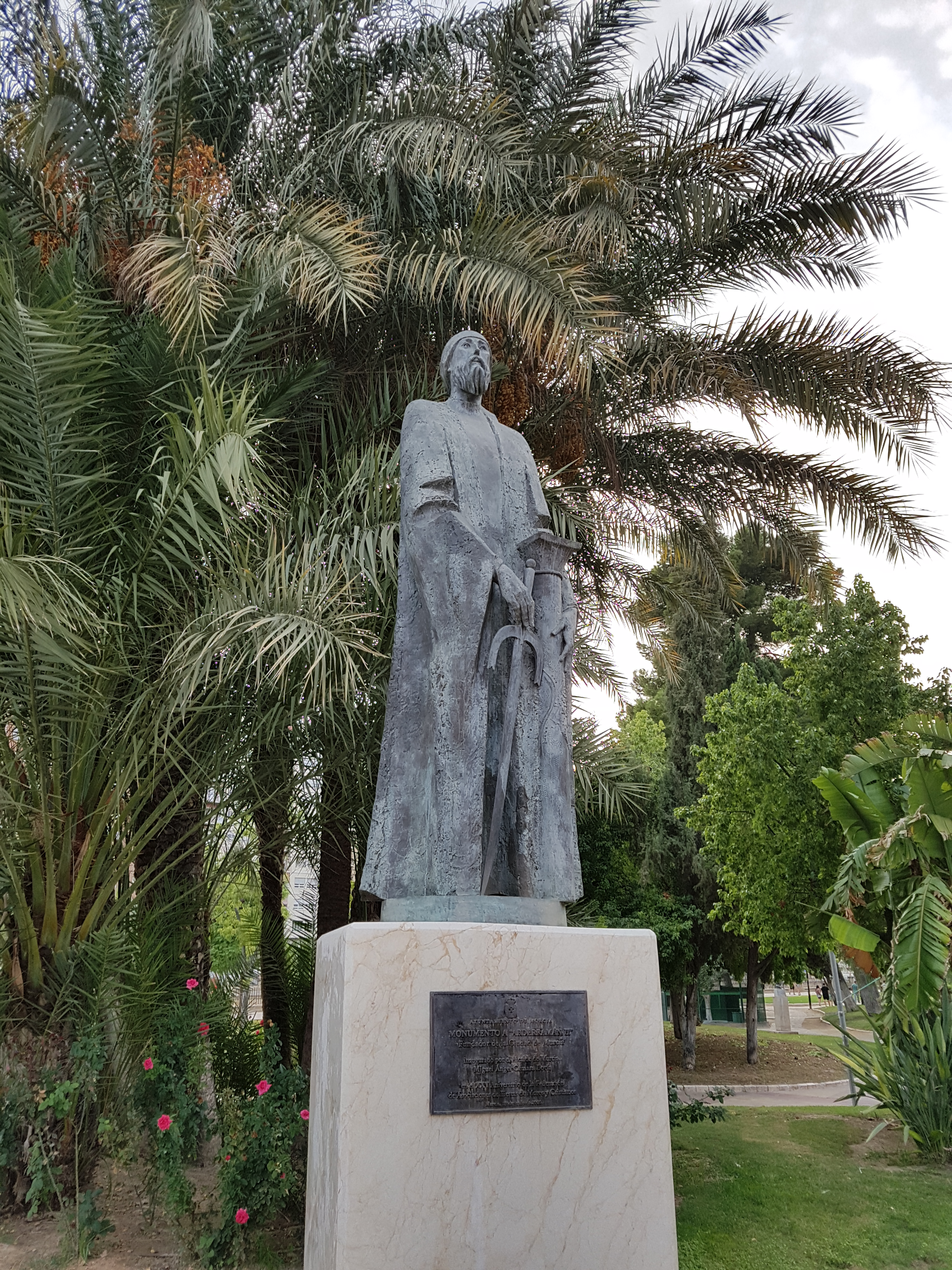
Статуя Абдаррахмана II в Мурсії.

Поширена думка, що назва Мурсії походить від латинського слова myrtea, що означає земля мирту (відомо, що рослина росте по всій місцевості), хоча «Мурсія» також може бути похідним від слова «Murtia», що означало б село Муртія (Murtius було поширеним римським ім'ям). Інші дослідження свідчать про те, що місто, можливо, завдячує своєю назвою латинському Murtae (шовковиця), яка охоплювала регіональний ландшафт протягом багатьох століть. Латинська назва з часом змінилася на арабську «Mursiya», а потім на «Murcia».
Місто на його нинішньому місці було засноване під назвою Мадінат Мурсія (مدينة مرسية, 'місто Мурсія') у 825 році нашої ери Абдаррахманом II, який тоді був еміром Кордови, Іспанія. Омеядські планувальники, користуючись перевагами течії річки Сегура, створили складну мережу зрошувальних каналів, які забезпечили процвітання сільського господарства міста. У 12 столітті мандрівник і письменник Мухаммад аль-Ідрісі описав місто Мурсія як густонаселене і сильно укріплене. Після падіння Кордовського халіфату у 1031 році Мурсія перейшла під послідовні правління держав, розташованих по різні боки від в Альмерії і Толедо, але нарешті стала столицею власного королівства за Ібн Тахіра. Ібн Марданіс зробив Мурсію столицею нового незалежного королівства. У той час Мурсія була дуже процвітаючим містом, відомим своєю керамікою, яка експортувалася в італійські міста, а також першою в Європі шовковою та паперовою промисловістю. Монета Мурсії вважалася зразком на всьому континенті. Містик Ібн Арабі (1165–1240) і поет Ібн аль-Джинан (пом. 1214) народилися в Мурсії в цей період.

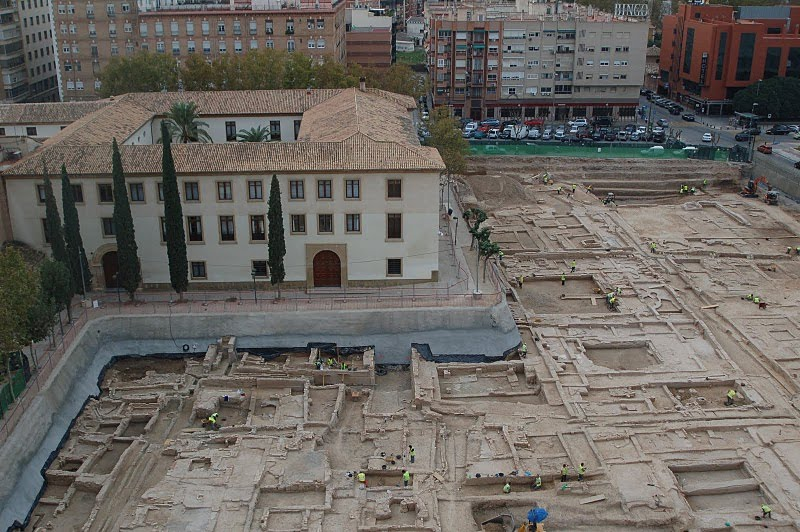
Археологічні розкопки 13-го століття Сан-Естебан

У 1172 році Мурсія була завойована Альмохадесом, королем останньої північноафриканської мусульманської імперії, яка правила південною Іспанією, і коли сили християнської реконкісти взяли верх, стала столицею невеликого мусульманського емірату з 1223 по 1243 рік. За договором Алькараса в 1243 році християнський король Фердинанд III Кастильський зробив Мурсію своїм протекторатом, отримавши вихід до Середземного моря, а Мурсія була захищена від Гранади та Арагону. Християнське населення міста стало більшістю, оскільки іммігранти стікалися майже з усіх частин Піренейського півострова. Християнська імміграція заохочувалась з метою створення лояльної християнської бази. Ці заходи призвели до Мусульманського народного повстання у 1264 році, яке було придушене Яковом I Арагонським у 1266 році, який завоював Мурсію і привіз із собою арагонських і каталонських іммігрантів.

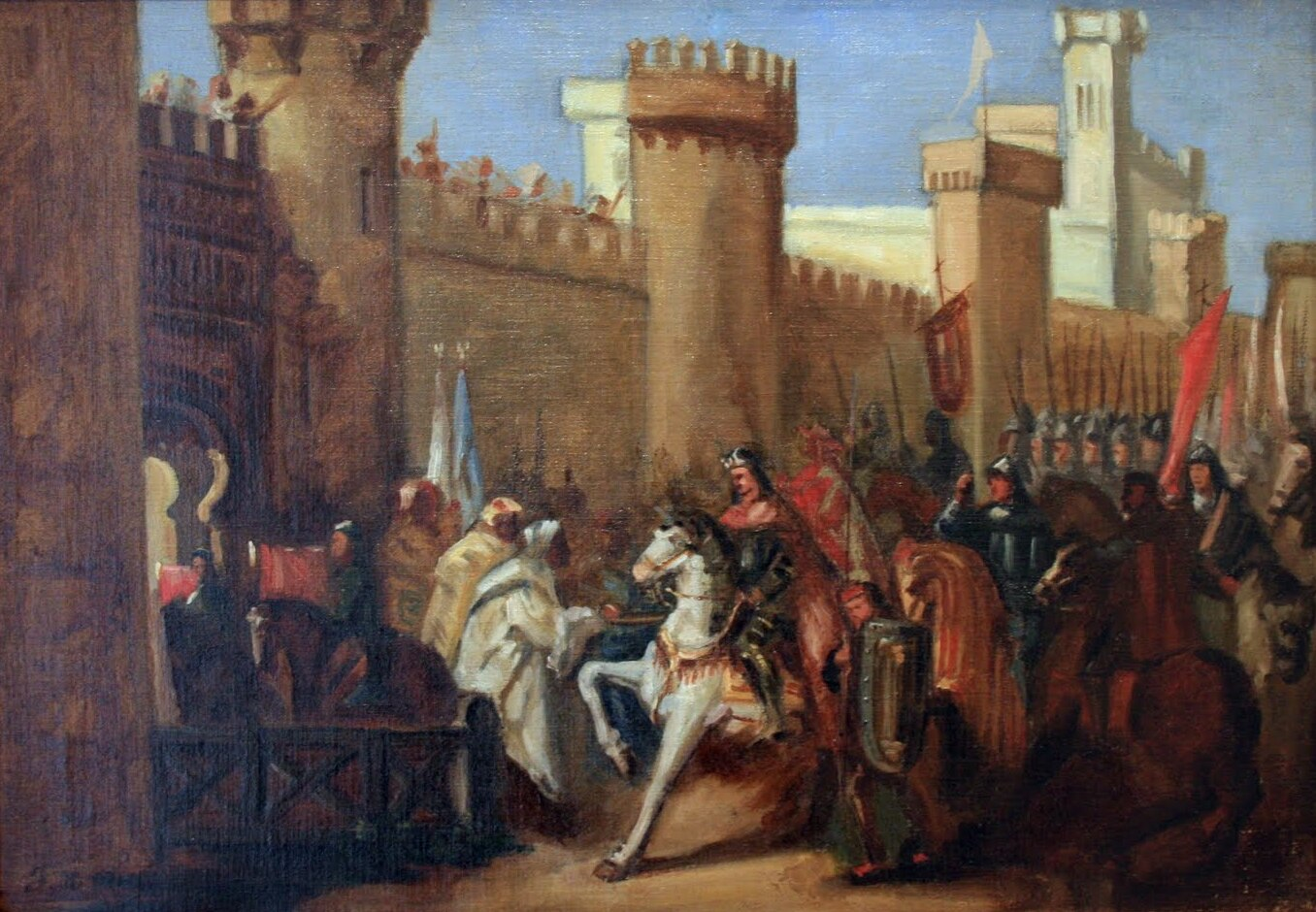
Вхід Якова I Арагонського в Мурсію в 1266 році.

Після цього, під час правління Альфонсо X Кастильського, Мурсія була однією з його столиць разом із Толедо та Севільєю.

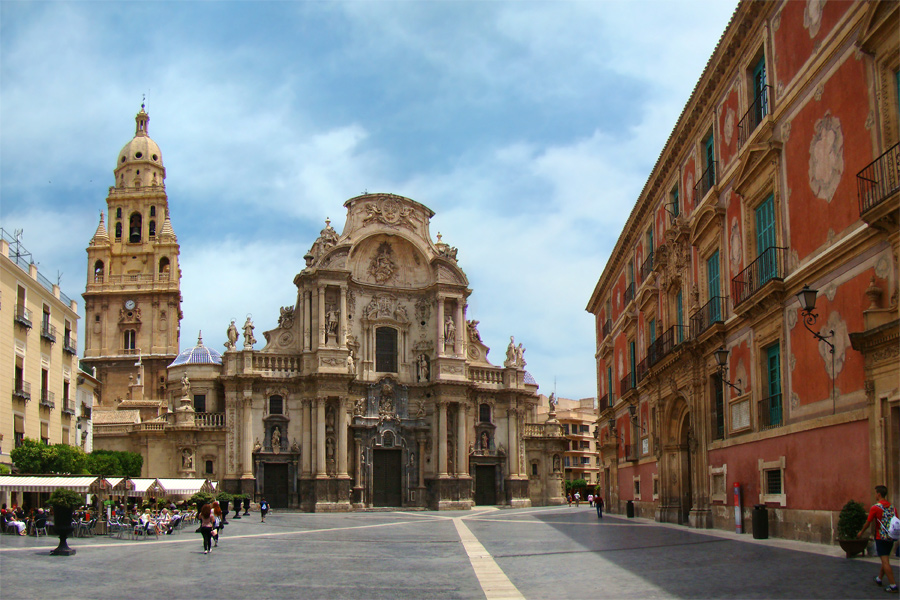
Собор Мурсії Санта-Марія, завершений в 1465 році, з фасадом і вежею 18 століття.

Стан економіки Мурсії погіршився, оскільки через війни між християнами та Османською імперією Середземне море втратило торгівлю океанськими шляхами. Колись процвітаюча Мурсія переживала кризу в 14 столітті через її розташування на кордоні з сусіднім мусульманським королівством Гранада, але знов почала процвітати після його завоювання в 1492 році і в 18 столітті, отримавши значну користь від буму шовкової промисловості. Більшість визначних церков, пам'ятників і старовинної архітектури сучасного міста датуються цим періодом. У цьому столітті Мурсія відіграла важливу роль у перемозі Бурбонів у Війні за іспанську спадщину, завдяки кардиналу Беллузі. У 1810 році Мурсія була пограбована наполеонівськими військами; потім зазнала сильного землетрусу у 1829 році. Згідно з тогочасними даними, приблизно 6000 людей загинули від наслідків катастрофи по всій провінції. Потім пішли чума і холера.
Каталонське населення на території Кастилії призвело до наступного завоювання міста Яковом II Арагонським у 1296 році. У 1304 році Мурсія була остаточно включена до складу Кастилії за Торельяським договором.

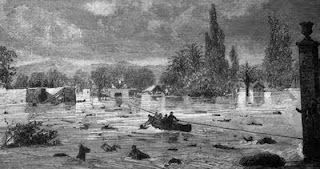
Потоп в Мурсії 1879 року

Місто та околиці сильно постраждали від повеней у 1651, 1879, 1946 та 1948 роках, хоча будівництво дамби допомогло запобігти повторюваним повеням із Сегури. Популярна пішохідна доріжка Малекон проходить уздовж вершини дамби.
Мурсія була столицею провінції Мурсія з 1833 року і стала столицею автономної спільноти з її створенням центральним урядом у 1982 році (до якої входять лише місто та провінція). Відтоді Мурсія стала сьомим за чисельністю населення муніципалітетом в Іспанії та процвітаючим містом послуг.
11 травня 2011 р. землетрус на Лорці сколихнув Мурсію з максимальною інтенсивністю за шкалою Меркаллі — VII балів («дуже сильний»). Дев'ять людей загинуло та понад 400 отримало поранення.

## Географія
Мурсія розташована поблизу центру низинної родючої рівнини, відомої як huerta («сад» або «виноградник»). Через цю місцевість протікає річка Сегура та її права притока Гуадалентін. Місто має висоту 43 м над рівнем моря, а його муніципалітет охоплює приблизно 882 км2.
Найвідомішим і найдомінуючим аспектом ландшафту муніципальної території є сад. Окрім фруктових садів та міських зон, велика площа муніципалітету складається з різних ландшафтів: безплодні землі, гаї Карраско, соснові дерева в прибережних гірських ланцюгах і на південь, у напівстеповій області. На південь від міста розташований великий природний парк «Parque Regional de Carrascoy y el Valle».

### Річка Сегура
Річка Сегура перетинає алювіальну рівнину («Vega Media del Segura»), частину середземноморської алювіальної системи. Річка перетинає місто із заходу на схід. Її об'ємний потік переважно невеликий, але, як відомо, річка іноді викликає повені, як у часи, коли столиця була затоплена в 1946, 1948, 1973 та 1989 роках.

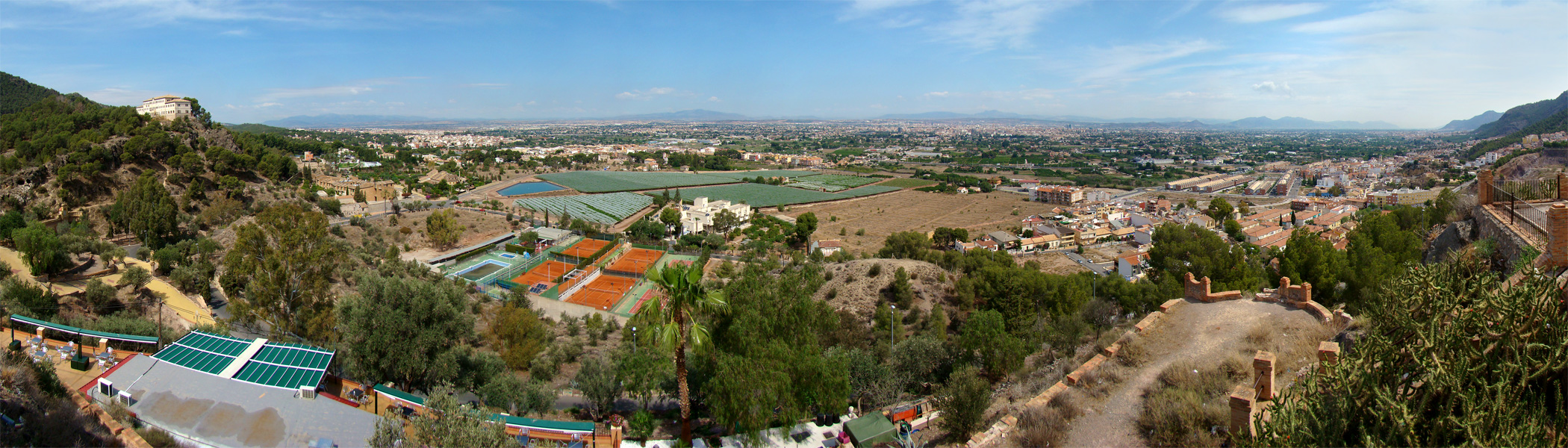
Долина Сегури, в якій розташована Мурсія

### Гори та пагорби
Долина річки Сегура оточена двома гірськими хребтами: пагорбами Гваделупе, Еспінардо, Кабесо-де-Торрес, Еспаррагаль і Монтеагудо на півночі та Кордильєрами-Сур на півдні. Сам муніципалітет поділений на південну та північну зони серією гірських хребтів, вищезгаданих «Кордильєра-Сур» (Карраской, Ель-Пуерто, Вільярес, Колумбарес. Альтаона та Ескалона). Ці дві зони відомі як Поле Мурсії (на півдні Кордильєр-Сур) і Фруктовий сад Мурсії (Сегурська долина на півночі Кордильєр-Сур). Поблизу центру рівнини різко виступає крутий пагорб Монтеагудо.

### Райони

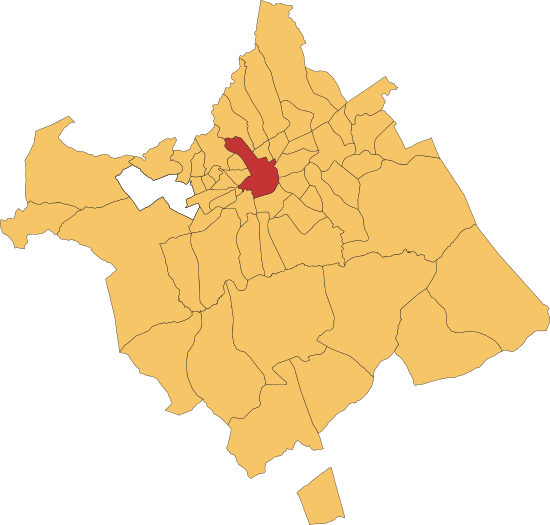
Мапа з виділенням головного району міста

Територія 881,86 км2 муніципалітету Мурсія складається з 54 приміських районів (pedanías) та 28 районів міських околиць(barrios). Барріоси складають 12,86 км2 від головної частини міста. Історичний центр міста приблизно 3 км2 урбанізованої частини центру міста Мурсія.
| Район                                    | Населення |
| ---------------------------------------- | --------- |
| La Albatalía                             | 2,023     |
| La Alberca                               | 12,528    |
| Algezares                                | 5574      |
| Aljucer                                  | 7,620     |
| Alquerías                                | 6,033     |
| La Arboleja                              | 2,079     |
| Baños y Mendigo                          | 581       |
| Barqueros                                | 1,047     |
| Beniaján                                 | 10,916    |
| Cabezo de Torres                         | 12,885    |
| Cañada Hermosa                           | 189       |
| Cañadas de San Pedro                     | 340       |
| Carrascoy                                | 96        |
| Casillas                                 | 4,743     |
| Churra                                   | 7,614     |
| Cobatillas                               | 2,508     |
| Corvera                                  | 2,457     |
| Los Dolores                              | 4,787     |
| Era Alta                                 | 3,091     |
| El Esparragal                            | 7,188     |
| Garre y Lages                            | 7,393     |
| Gea y Truyols                            | 1,055     |
| Guadalupe                                | 7,252     |
| Javalí Nuevo                             | 3,253     |
| Javalí Viejo                             | 2,255     |
| Jerónimo y Avileses y Balsicas de Arriba | 1,470     |

| Lobosillo                | 1,930  |
| Llano de Brujas          | 5,639  |
| Los Martínez del Puerto  | 821    |
| Monteagudo               | 3,861  |
| Nonduermas               | 2,290  |
| La Ñora                  | 4,802  |
| El Palmar, Murcia        | 23,107 |
| Puebla de Soto           | 1,765  |
| Puente Tocinos           | 16,418 |
| El Puntal                | 6,622  |
| El Raal                  | 6,311  |
| Los Ramos                | 3,290  |
| La Raya                  | 2,221  |
| Rincón Beniscornia       | 939    |
| Rincón de Seca           | 2,232  |
| San Benito               | 13,900 |
| San Ginés                | 2,598  |
| San José de la Vega      | 4,605  |
| Sangonera la Seca        | 5,521  |
| Sangonera la Verde       | 11,296 |
| Santa Cruz               | 2,543  |
| Santiago y Zaraíche      | 9,827  |
| Santo Ángel              | 4,851  |
| Sucina                   | 2,014  |
| Torreagüera              | 8,853  |
| Valladolises y Lo Jurado | 687    |
| Zarandona                | 6,817  |
| Zeneta                   | 1,793  |

### Клімат
Мурсія має спекотний напівпосушливий клімат (класифікація клімату Кеппена: BSh). Зима м'яка, а літо дуже спекотне, оскільки Мурсія розташована у внутрішній частині країни. У середньому понад 320 сонячних днів на рік. Іноді в Мурсії буває сильна злива.
У найхолодніший місяць, січень, середній діапазон температур становить 16,6 °C протягом дня і найнижчий 4,7 °C вночі. У найтеплішому місяці, серпні, діапазон коливається від 34,2 °C вдень до 20,9 °C вночі. Температура майже завжди досягає або перевищує 40 °C принаймні один-два дні на рік. Фактично, Мурсія близька до найвищих показників температури, зареєстрованих в Південній Європі з моменту створення надійних метеорологічних записів у 1950 році. Офіційний рекорд Мурсії становить 47,2 °C в аеропорту Алькантарілья в західному передмісті 4 липня 1994 року із записом 47.0 °C і Мурсія — Гвадалупе-де-Масіскока того самого дня 46.2 °C на станції поблизу центру міста 15 серпня 2021 року, що є лише нижчим, ніж температура 48,0 °C, виміряна в Афінах, і 47,4 °C, виміряна в Амарелейї, Португалія
| Клімат Мурсії (1984–2010), екстремуми (1984–) | Клімат Мурсії (1984–2010), екстремуми (1984–) | Клімат Мурсії (1984–2010), екстремуми (1984–) | Клімат Мурсії (1984–2010), екстремуми (1984–) | Клімат Мурсії (1984–2010), екстремуми (1984–) | Клімат Мурсії (1984–2010), екстремуми (1984–) | Клімат Мурсії (1984–2010), екстремуми (1984–) | Клімат Мурсії (1984–2010), екстремуми (1984–) | Клімат Мурсії (1984–2010), екстремуми (1984–) | Клімат Мурсії (1984–2010), екстремуми (1984–) | Клімат Мурсії (1984–2010), екстремуми (1984–) | Клімат Мурсії (1984–2010), екстремуми (1984–) | Клімат Мурсії (1984–2010), екстремуми (1984–) | Клімат Мурсії (1984–2010), екстремуми (1984–) |
| Показник                                      | Січ.                                          | Лют.                                          | Бер.                                          | Квіт.                                         | Трав.                                         | Черв.                                         | Лип.                                          | Серп.                                         | Вер.                                          | Жовт.                                         | Лист.                                         | Груд.                                         | Рік                                           |
| Абсолютний максимум, °C                       | 27,8                                          | 29,4                                          | 33,6                                          | 37,4                                          | 41,0                                          | 42,5                                          | 46,2                                          | 43,2                                          | 44,6                                          | 34,9                                          | 31,0                                          | 25,8                                          |                                               |
| Середній максимум, °C                         | 16,6                                          | 18,4                                          | 20,9                                          | 23,3                                          | 26,6                                          | 31,0                                          | 34,0                                          | 34,2                                          | 30,4                                          | 25,6                                          | 20,3                                          | 17,2                                          | 24,9                                          |
| Середня температура, °C                       | 10,6                                          | 12,2                                          | 14,3                                          | 16,5                                          | 20,0                                          | 24,2                                          | 27,2                                          | 27,6                                          | 24,2                                          | 19,8                                          | 14,6                                          | 11,5                                          | 18,6                                          |
| Середній мінімум, °C                          | 4,7                                           | 5,9                                           | 7,7                                           | 9,7                                           | 13,3                                          | 17,4                                          | 20,3                                          | 20,9                                          | 18,0                                          | 13,9                                          | 8,9                                           | 5,8                                           | 12,3                                          |
| Абсолютний мінімум, °C                        | −7,5                                          | −3,9                                          | −2,4                                          | 0,0                                           | 4,0                                           | 8,0                                           | 13,0                                          | 14,0                                          | 9,6                                           | 4,4                                           | −1                                            | −6                                            |                                               |
| Середня кількість сонячних годин на місяць    | 189                                           | 190                                           | 223                                           | 256                                           | 289                                           | 323                                           | 353                                           | 317                                           | 239                                           | 217                                           | 186                                           | 172                                           | 2967                                          |
| Норма опадів, мм                              | 27                                            | 27                                            | 30                                            | 25                                            | 28                                            | 18                                            | 3                                             | 8                                             | 32                                            | 36                                            | 32                                            | 29                                            | 297                                           |
| Днів з опадами                                | 4                                             | 4                                             | 3                                             | 4                                             | 4                                             | 2                                             | 1                                             | 1                                             | 3                                             | 4                                             | 4                                             | 4                                             | 37                                            |
| Вологість повітря, %                          | 65                                            | 63                                            | 59                                            | 53                                            | 52                                            | 49                                            | 50                                            | 54                                            | 59                                            | 64                                            | 65                                            | 68                                            | 58                                            |
| --------------------------------------------- | --------------------------------------------- | --------------------------------------------- | --------------------------------------------- | --------------------------------------------- | --------------------------------------------- | --------------------------------------------- | --------------------------------------------- | --------------------------------------------- | --------------------------------------------- | --------------------------------------------- | --------------------------------------------- | --------------------------------------------- | --------------------------------------------- |

| Клімат База Алькантарілла, норми 1981-2010, екстремуми 1940-2021, 75 м | Клімат База Алькантарілла, норми 1981-2010, екстремуми 1940-2021, 75 м | Клімат База Алькантарілла, норми 1981-2010, екстремуми 1940-2021, 75 м | Клімат База Алькантарілла, норми 1981-2010, екстремуми 1940-2021, 75 м | Клімат База Алькантарілла, норми 1981-2010, екстремуми 1940-2021, 75 м | Клімат База Алькантарілла, норми 1981-2010, екстремуми 1940-2021, 75 м | Клімат База Алькантарілла, норми 1981-2010, екстремуми 1940-2021, 75 м | Клімат База Алькантарілла, норми 1981-2010, екстремуми 1940-2021, 75 м | Клімат База Алькантарілла, норми 1981-2010, екстремуми 1940-2021, 75 м | Клімат База Алькантарілла, норми 1981-2010, екстремуми 1940-2021, 75 м | Клімат База Алькантарілла, норми 1981-2010, екстремуми 1940-2021, 75 м | Клімат База Алькантарілла, норми 1981-2010, екстремуми 1940-2021, 75 м | Клімат База Алькантарілла, норми 1981-2010, екстремуми 1940-2021, 75 м | Клімат База Алькантарілла, норми 1981-2010, екстремуми 1940-2021, 75 м |
| Показник                                                               | Січ.                                                                   | Лют.                                                                   | Бер.                                                                   | Квіт.                                                                  | Трав.                                                                  | Черв.                                                                  | Лип.                                                                   | Серп.                                                                  | Вер.                                                                   | Жовт.                                                                  | Лист.                                                                  | Груд.                                                                  | Рік                                                                    |
| Абсолютний максимум, °C                                                | 28,2                                                                   | 29,0                                                                   | 33,3                                                                   | 36,6                                                                   | 42,5                                                                   | 44,0                                                                   | 47,0                                                                   | 44,6                                                                   | 43,6                                                                   | 36,0                                                                   | 31,0                                                                   | 27,0                                                                   |                                                                        |
| Середній максимум, °C                                                  | 16,6                                                                   | 18,1                                                                   | 20,9                                                                   | 23,1                                                                   | 26,4                                                                   | 30,9                                                                   | 34,0                                                                   | 34,0                                                                   | 30,4                                                                   | 25,6                                                                   | 20,2                                                                   | 17,0                                                                   | 24,8                                                                   |
| Середня температура, °C                                                | 10,2                                                                   | 11,7                                                                   | 14,1                                                                   | 16,1                                                                   | 19,6                                                                   | 23,9                                                                   | 26,9                                                                   | 27,2                                                                   | 24,0                                                                   | 19,4                                                                   | 14,3                                                                   | 11,1                                                                   | 18,2                                                                   |
| Середній мінімум, °C                                                   | 3,9                                                                    | 5,2                                                                    | 7,2                                                                    | 9,2                                                                    | 12,7                                                                   | 16,9                                                                   | 19,7                                                                   | 20,4                                                                   | 17,4                                                                   | 13,2                                                                   | 8,4                                                                    | 5,1                                                                    | 11,6                                                                   |
| Абсолютний мінімум, °C                                                 | −5                                                                     | −5                                                                     | −4,2                                                                   | −0,2                                                                   | 3,6                                                                    | 9,0                                                                    | 12,2                                                                   | 8,6                                                                    | 7,4                                                                    | 1,0                                                                    | −2,6                                                                   | −6                                                                     |                                                                        |
| Середня кількість сонячних годин на місяць                             | 181                                                                    | 179                                                                    | 210                                                                    | 244                                                                    | 282                                                                    | 318                                                                    | 343                                                                    | 305                                                                    | 230                                                                    | 204                                                                    | 172                                                                    | 166                                                                    | 2825                                                                   |
| Норма опадів, мм                                                       | 26                                                                     | 28                                                                     | 31                                                                     | 25                                                                     | 28                                                                     | 18                                                                     | 2                                                                      | 10                                                                     | 29                                                                     | 34                                                                     | 33                                                                     | 25                                                                     | 290                                                                    |
| Днів з опадами                                                         | 3                                                                      | 3                                                                      | 3                                                                      | 4                                                                      | 4                                                                      | 2                                                                      | 1                                                                      | 1                                                                      | 3                                                                      | 4                                                                      | 4                                                                      | 4                                                                      | 35                                                                     |
| Вологість повітря, %                                                   | 64                                                                     | 62                                                                     | 57                                                                     | 53                                                                     | 51                                                                     | 49                                                                     | 49                                                                     | 53                                                                     | 59                                                                     | 64                                                                     | 67                                                                     | 67                                                                     | 58                                                                     |
| ---------------------------------------------------------------------- | ---------------------------------------------------------------------- | ---------------------------------------------------------------------- | ---------------------------------------------------------------------- | ---------------------------------------------------------------------- | ---------------------------------------------------------------------- | ---------------------------------------------------------------------- | ---------------------------------------------------------------------- | ---------------------------------------------------------------------- | ---------------------------------------------------------------------- | ---------------------------------------------------------------------- | ---------------------------------------------------------------------- | ---------------------------------------------------------------------- | ---------------------------------------------------------------------- |

## Демографічні показники

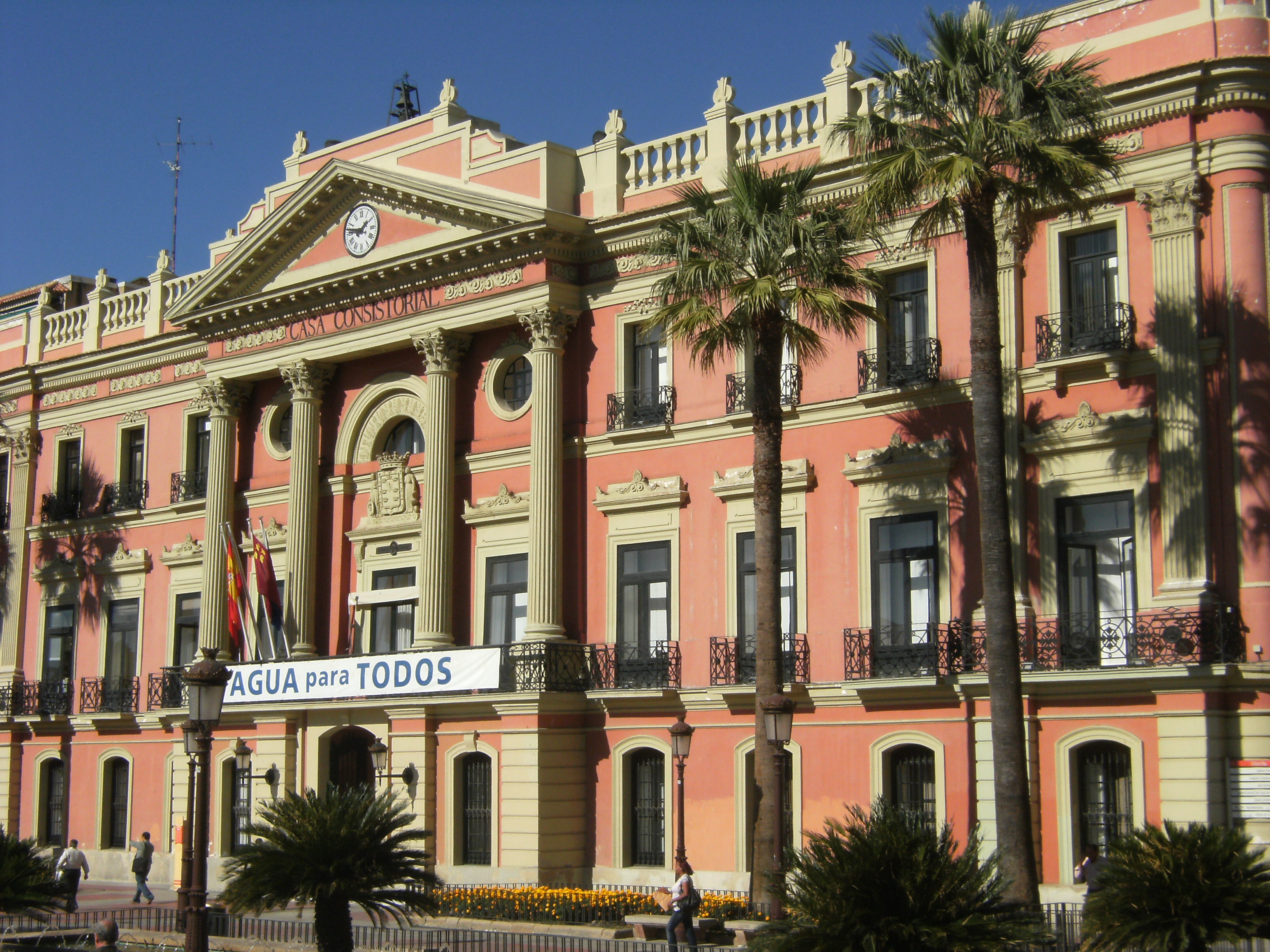
Ратуша Мурсії

Мурсія має 459 403 мешканців (INE, 2020), що робить її сьомим за величиною іспанським муніципалітетом за кількістю населення. Якщо додати муніципалітети Алькантарілья, Альгуасас, Беніель, Моліна-де-Сегура, Сантомера та Лас-Торрес-де-Котільяс, столична зона має 646 816 жителів, що робить її дванадцятим за кількістю населення столичним районом Іспанії. Тим не менш, через велику муніципальну територію Мурсії, її щільність населення (525 мешканців/км2, 760 габ./кв.м.) не є одною з найвищих в Іспанії.
Згідно з офіційними даними про населення (INE), 11,82 % населення муніципалітету повідомили про приналежність до іноземного громадянства — 3,18 % з інших країн Європи, 4,61 % африканців, 3,40 % американців і 0,06 % азіатів (станом на 2019).
Мурсія є однією з громад з найбільшим ромським населенням в Іспанії.
У таблиці нижче показано тенденції населення муніципалітету з кінця 19-го століття до перших десятиліть 21-го століття.
Більшість населення вважає себе християнами. Також існує велика атеїстична громада.
|            | 1877   | 1887   | 1900    | 1910    | 1920    | 1930    | 1940    | 1950    | 1960    | 1970    | 1981    | 1991    | 2001    | 2011    |
| ---------- | ------ | ------ | ------- | ------- | ------- | ------- | ------- | ------- | ------- | ------- | ------- | ------- | ------- | ------- |
| Population | 91,509 | 98,507 | 111,693 | 125,243 | 142,480 | 159,825 | 195,658 | 217,934 | 249,771 | 243,687 | 284,585 | 328,100 | 370,745 | 437,667 |

## Основні пам'ятки
.

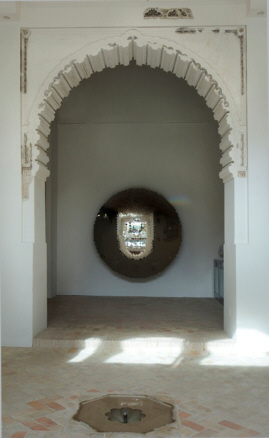
Арабська архітектура «Алькасар Сегір» у музеї Санта-Клари всередині монастиря Санта-Клара-ла-Реаль, побудованого Бану Худом у 13 столітті

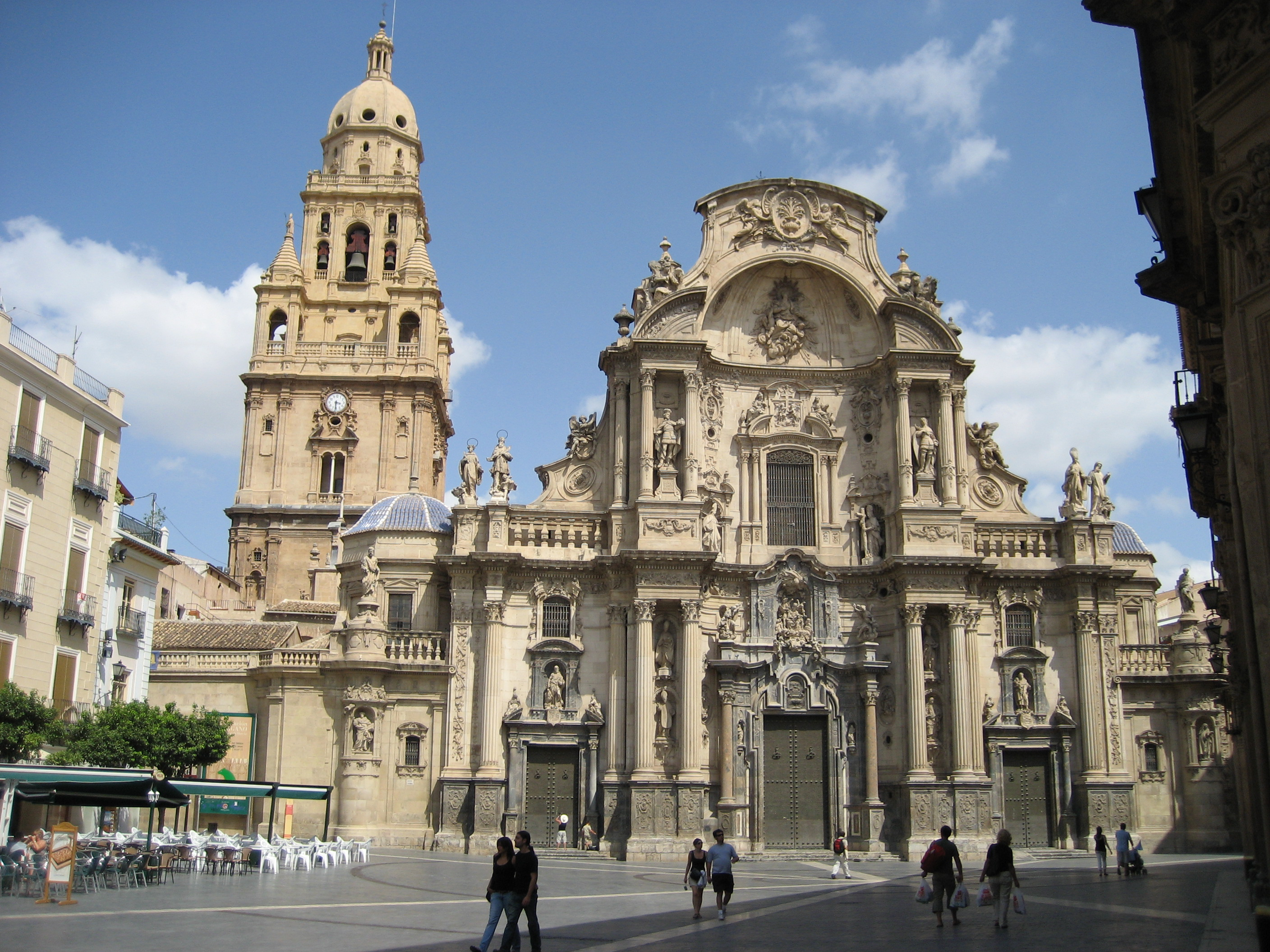
Катедральний собор

Катедральний собор в Мурсії був побудований між 1394 і 1465 роками в кастильському готичному стилі. Його вежа була завершена в 1792 році і демонструє поєднання архітектурних стилів. Перші два поверхи побудовані в стилі ренесанс (1521—1546), а третій — бароко. Дзвінниця демонструє вплив як рококо, так і неокласики. Головний фасад (1736—1754) вважається шедевром стилю іспанське бароко.

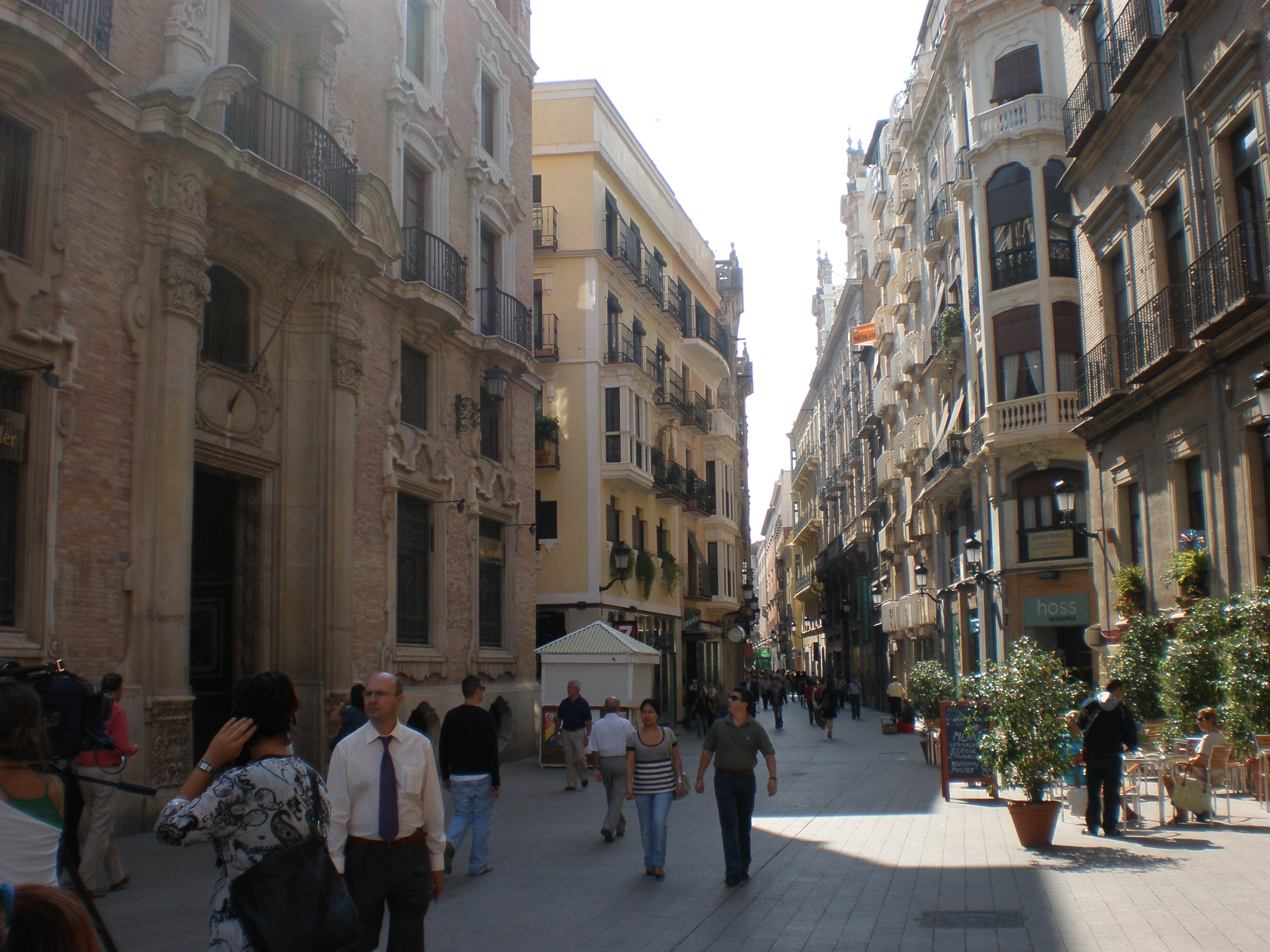
Вулиця Траперія в старому місті

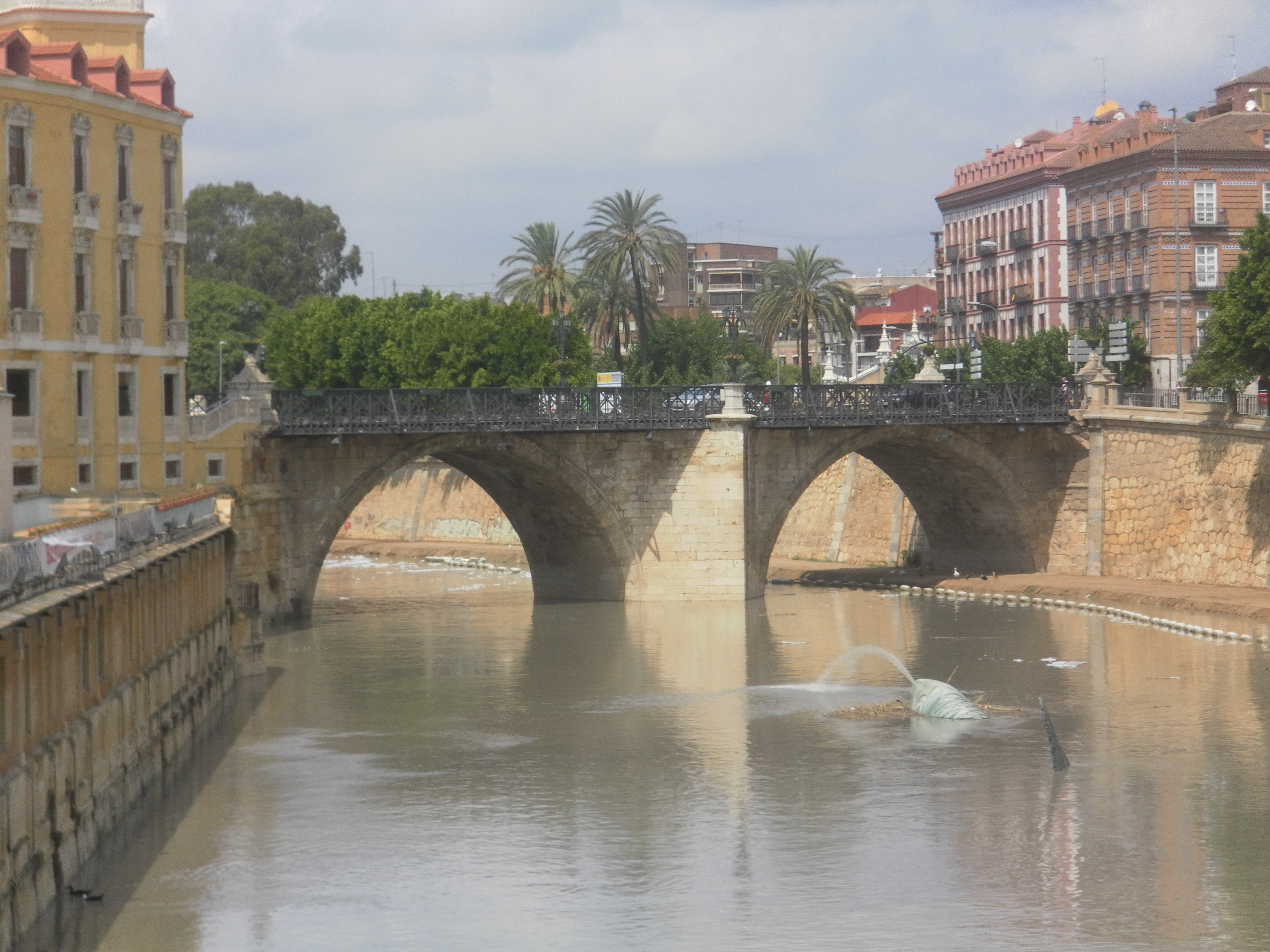
Найстаріший міст Мурсії, Puente de los Peligros

Інша будівля на площі, яку поділяє собор (Plaza Cardinal Belluga) — це колоритний «Палац єпископа» (18 століття) і суперечливе розширення до ратуші Рафаеля Монео (збудоване у 1999 році).
«Глорієта», що лежить на березі річки Сегура, традиційно була центром міста. Це ландшафтна міська площа, яка була побудована протягом 18 століття.
Пішохідні зони охоплюють більшу частину старого міста, центром якого є вулиці Платерія та Траперія. Траперія йде від собору до площі Санто-Домінго, яка раніше була галасливою ринковою площею. У Траперії розташовано «Казино», соціальний клуб, побудований у 1847 році, з розкішним інтер'єром, який включає внутрішній дворик у мавританському стилі, натхненний королівськими палатами Альгамбра поблизу Гранади. Назва «Платерія» означає «плата» (срібло), оскільки ця вулиця була історичним центром торгівлі рідкісними металами єврейської громади Мурсії. Інша вулиця, «Traperia», відноситься до «trapos», або тканини, оскільки тут колись був центр торгівлі одягом єврейської громади.
Кілька мостів різних стилів охоплюють річку Сегура, від Puente de los Peligros, кам'яного мосту 18 століття з каплицею на одній із сторін до сучасних мостів, спроектованих Сантьяго Калатрава або Хав'єром Мантеролою; через інші, такі як Puente Nuevo (новий міст), залізний міст початку 20-го століття

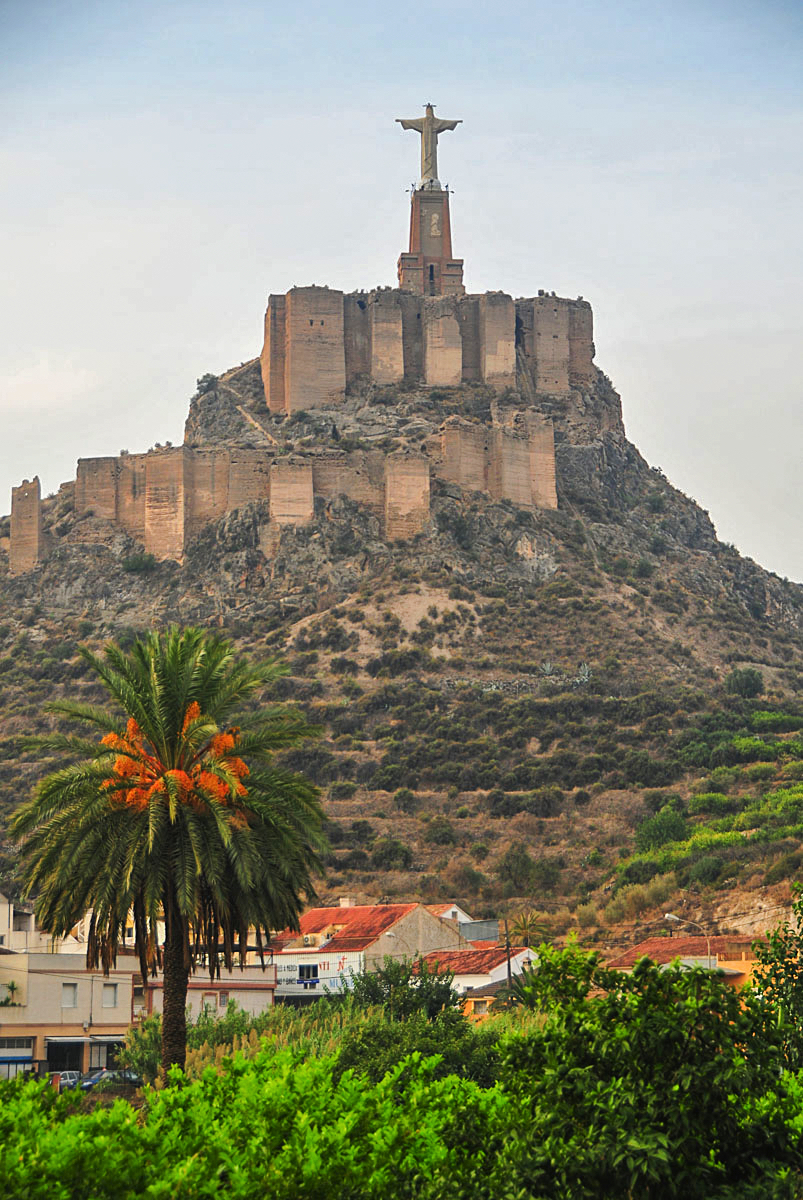
Кастільо де Монтеагудо

Інші місця навколо Мурсії включають:
- Монастир «Санта-Клара», пам'ятник готики та бароко[47], де знаходиться музей із останками мавританського палацу 13-го століття[48], під назвою Alcázar Seguir[49].
- Бульвар Малекон, колишня підпірна стіна для повені річки Сегура[50]
- La Fuensanta заповідник та прилеглий регіональний парк El Valle: будівництво поточної версії розпочалося в 1694 році, його архітектурний стиль — бароко з регіональними особливостями Мурсії[51][52]
- Монастир Лос-Херонімос (18 ст.). Був побудований в першій половині століття і розташований в районі Гуадалупе, у північно-західному квадранті Мурсії[53]
- Театр «Ромеа» (19 ст.). Його відкрила королева Іспанії Ізабелла II у 1862 році. Його фасад має три корпуси або рівні[54]
- Circo театр.
- Палац Альмуді (17 століття), художня галерея в історичній будівлі з гербами на фасаді[55]. В його інтер'єрі є тосканські колони, а з 1985 року тут розміщуються міський архів та періодичні художні виставки[56]
- Замок Монтеагудо (XI століття): в районі з такою ж назвою, на півночі муніципалітету[57]
- Музей Сальзілло, демонструє мистецтво скульптора 18-го століття в стилі бароко та уродженця Мурсії Франсіско Сальзілло[58]
- Centro Párraga, центр сучасного мистецтва, розташований в одному з павільйонів старого артилерійського штабу Мурсії. Протягом року тут проходять численні виставки, вистави та концерти.
- Археологічний музей Мурсії (MAM). Він охоплює багату передісторію та історію Мурсії, від палеоліту до періоду християнства та вестготів[59]
- Церква-музей «Сан-Хуан-де-Діос», кругла церква в стилі бароко та рококо з залишками мавританської палацової мечеті 12 століття в підвалі, яка називається «Алькасар Насір».
- Santuario de Nuestra Señora de la Fuensanta, Algezares (1694), церква 17 ст.

У столичному районі також є водосховище «Азуд-де-ла-Контрапарада» та водяне колесо «Норія-де-Ла-Ора».

## Фестивалі
Хресна хода Страсного тижня, яку проводить місто, є одним із найвідоміших у всій Іспанії свят. Це традиційне свято зображує події, які ведуть до розп'яття відповідно до Нового Завіту та включають його. Скульптури Франциско Сальзілло (1707—1783) з тонкими деталями в натуральну величину вилучають з музеїв і носять по місту в елегантних процесіях серед квітів уночі зі свічками, зупиняючись на станціях, які призначені для відтворення останніх моментів перед розп'яттям Ісуса.
Найяскравіший фестиваль в Мурсії настає через тиждень після Страсного тижня, коли місцеві жителі одягаються в традиційний одяг уертано, щоб відсвяткувати «Bando de la Huerta» (Сад-парад) у вівторок і заповнюють вулиці для поховання Сардини в Мурсії. Парад, що проводиться наступної суботи, отримав назву Fiestas de Primavera (Весна-фест).
Міжнародний фестиваль трьох культур у Мурсії проходить щороку в травні і вперше був організований з метою подолання расизму та ксенофобії в культурі. Фестиваль прагне сприяти порозумінню та примиренню між трьома культурами, які проживали на півострові століттями, якщо не тисячоліттями: християнами, євреями та мусульманами. Щороку фестиваль відзначає ці три культури за допомогою музики, виставок, симпозіумів та конференцій.

### Урочистості в районах
Різні урочистості проводяться по всьому муніципалітету та районах, і кожна подія включає свята покровителів. Місяці, в які відбуваються учористості, це червень та вересень. Дійство, яке часто зустрічається на цих святах, називається «Coronación de las reinas», яке зазвичай полягає у наданні символічного статусу королеви на трьох дітей і трьох підлітків. Свята Страсного тижня також проводяться в деяких районах окремо. Релігійна діяльність включає процесії (святкові релігійні марші), у яких є статуї Богородиці на платформі, яку несуть на плечах.

## Економіка

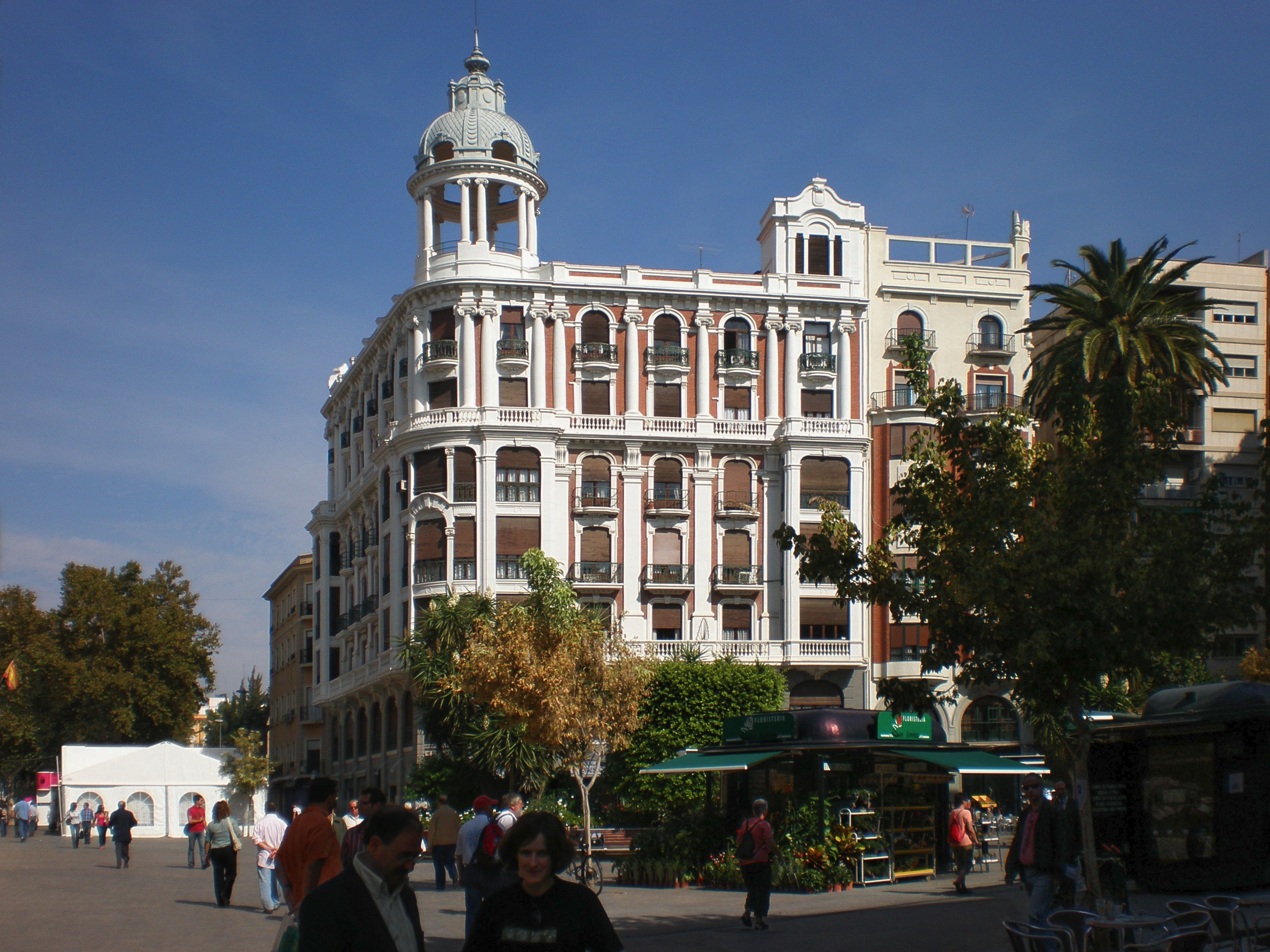
Casa Cerdá на площі Санто-Домінго

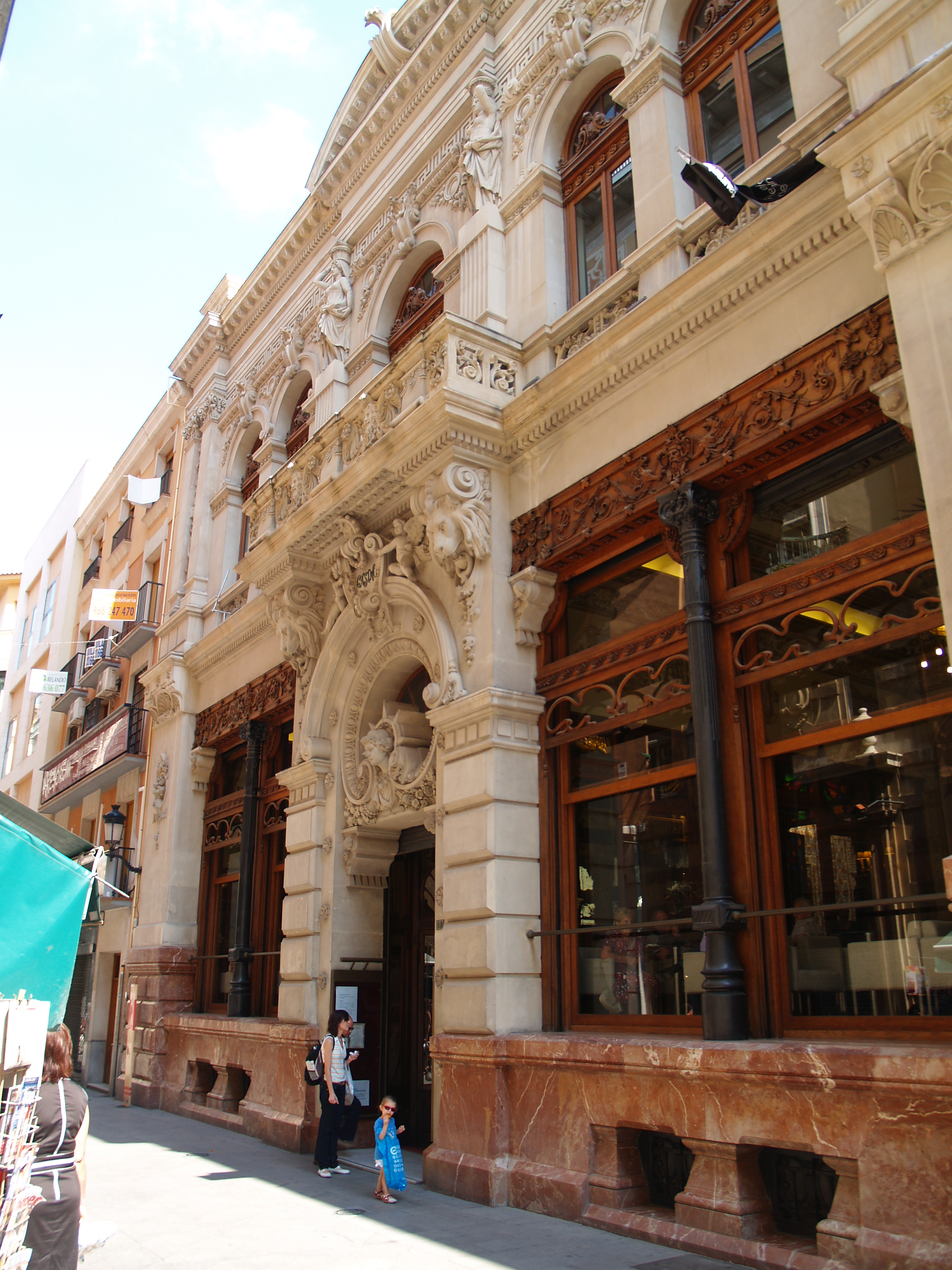
Казино, Мурсія.

В економічному плані Мурсія переважно виступає як центр сільського господарства та туризму. 33,1 % території муніципалітету використовується для вирощування сільськогосподарських культур. 35,3 % угод 2019 року були складені для роботи в сільському господарстві та рибальстві, а 9,84 % робітників підписали угоди на обробку сільськогосподарських угідь у другій половині 2016 року.
7,79 % угод відповідало галузі промисловості у 2019 році і 5,91 % робітників підписали угоди на роботу в галузі у другій половині 2016 року. 53,12 % договорів відповідали вакансіям сфери послуг у 2019 році і 14,26 % робітників підписали угоди на роботу офіціантів у другій половині 2016 р.
Економіку Мурсії підтримують ярмарки та конгреси, музеї, театри, кіно, музика, акваріуми, ресторани, готелі, торгові центри, кемпінг, спорт, іноземні студенти та туризм.

## Уряд
Зазвичай, в Іспанії губернатори обираються опосередковано шляхом голосування за політичну партію протягом дня на виборах муніципальних та автономних спільнот (регіонів Іспанії) кожні чотири роки. Губернатори, які обираються, утворюють урядовий орган під назвою «pleno», який налічує 30 членів у Мурсії. Alcalde (головний губернатор муніципалітету) обирає 10 членів із pleno, щоб скласти урядовий кабінет під назвою junta de gobierno, який налічує 10 членів у Мурсії. З них 7 членів (включаючи Alcalde) з партії «Partido Popular» та 3 члени з партії «Ciudadanos». До найбільшого урядового органу також входять 9 членів «PSOE» («Partido Socialista Obrero Español» — «Іспанська соціалістична робоча партія»), 3 члени партії «Vox» і 2 члени партії «Podemos» та «Equo».
| Урядові партії | Урядові партії                    |
| -------------- | --------------------------------- |
| 2003–2007      | Partido Popular                   |
| 2007–2011      | Partido Popular                   |
| 2011–2015      | Partido Popular                   |
| 2015–2019      | Partido Popular                   |
| 2019–2021      | Partido Popular                   |
| 2021–2023      | Partido Socialista Obrero Español |

## Транспорт

### Дороги
Національна автомагістраль під назвою A-30, яка з'єднує Картахену та Альбасете, проходить через муніципалітет з півдня на північ. Національна автомагістраль під назвою A-7 також проходить в Мурсії, зокрема на її північному заході. Також є шосе MU-30, яке з'єднує муніципалітет Алькантарілья та район Ель-Пальмар (Мурсія), тому пролягає в північно-західній частині Мурсії. У муніципалітеті також є 52 регіональні тротуарні лінії. Дорога RM-1, яка призначена для з'єднання Сантомера і Сан-Хав'єр (Мурсія), проходить на сході, а шосе RM-15, яке з'єднує Алькантарілла і Сеехін, займає частину північного заходу.

### Літаки
Міжнародний аеропорт Мурсії (RMU) розташований за 24 милі від центру міста, у приміському районі Корвера. Аеропорт виконує кілька міжнародних і внутрішніх маршрутів. Його було відкрито 15 січня 2019 року.

### Автобуси
Автобусне сполучення надає «LatBus», який здійснює міжміське сполучення. Міський автобус пропонує новий оператор «TM (Transportes de Murcia)», «UTE» (спільне підприємство), створене «Ruiz», «Marín & Fernanbús».

### Трамваї

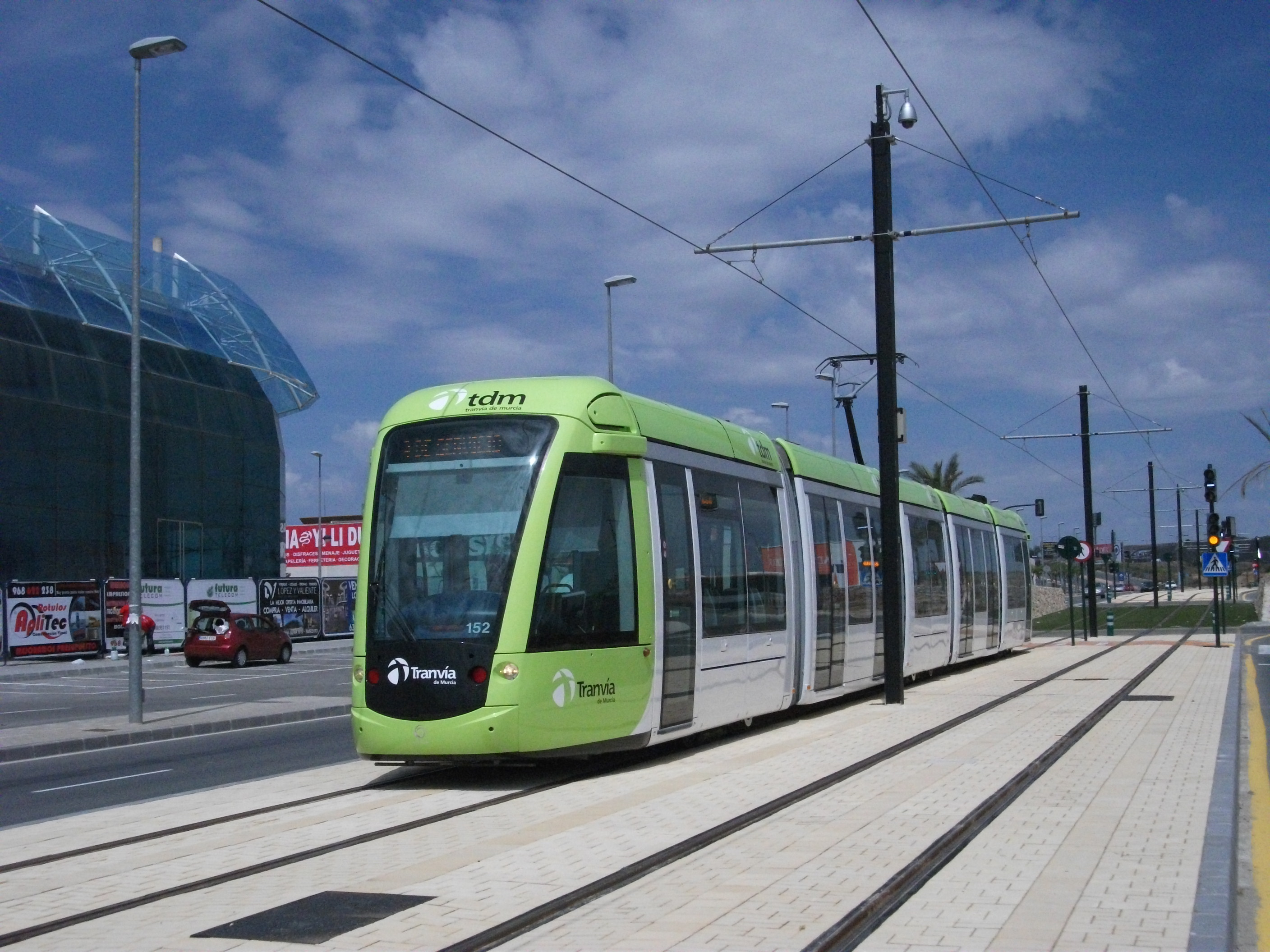
Трамвай Мурсії

Трамваями Мурсії керує «Tranvimur» (станом на 2020), були доступні 17,5 км лінії. Дві лінії з'єднують центр міста (Plaza Circular) з університетським містечком і футбольним стадіоном. Лінія 1B або лінія L з'єднує район Еспінардо з UCAM і Los Jerónimos.

### Потяги
Залізничне сполучення забезпечує «Renfe». У Мурсії є залізничний вокзал під назвою «Мурсія-дель-Кармен», розташована поблизу залізниці Шиншила–Картахена. Кілька міжміських ліній зв'язують місто з Мадридом через Альбасете, а також Валенсію і Каталонію до Монпельє у Франції. Мурсія також є центром локальної мережі. Лінія C-1 з'єднує місто з Аліканте, а лінія C-2 з'єднує Мурсію з Алькантарілла, Лоркою і Агіласом Він також має регіональну лінію, що з'єднує його з Картахеною, і лінію середньої відстані з Валенсією та Сарагосою.

## Охорона здоров'я
Лікарні та інші державні центри первинної медико-санітарної допомоги належать Службі охорони здоров'я Мурсії. У Мурсії є три державні лікарні:
- Ciudad Sanitaria Virgen de La Arrixaca в Ель-Пальмар, який включає відділення акушерства та педіатрії[97]
- Госпіталь Reina Sofía: розташований у головному місті поруч із річкою Сегура[98]
- Госпіталь Morales Meseguer: також розташований у головному місті[99]

Значна частина муніципалітету належить до зони здоров'я I (Мурсія/Оесте), головним місцем якої є головне місто. Тим не менш, райони, розташовані в північно-східному кварталі, включені до зони здоров'я VII (Мурсія/Есте), а район Кабесо-де-Торрес — до зони здоров'я VI (Vega Media del Segura).

## Освіта
У Мурсії є три університети:
- два державних університети: Університет Мурсії, заснований у 1272 році, і Університет політехнічного університету Картахени.
- один приватний університет: Католицький університет Святого Антонія, заснований у 1996 році.

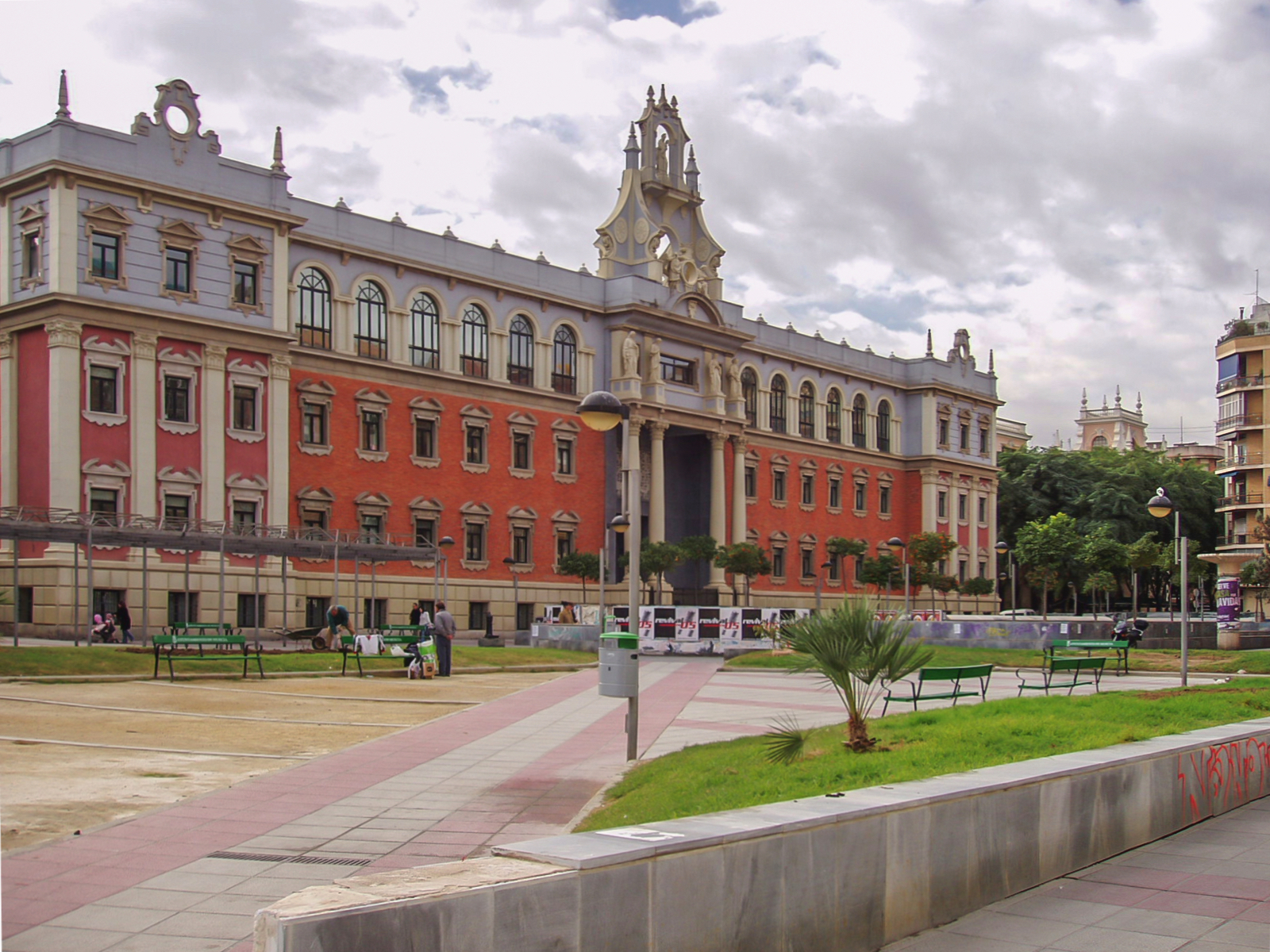
Університет Мурсії

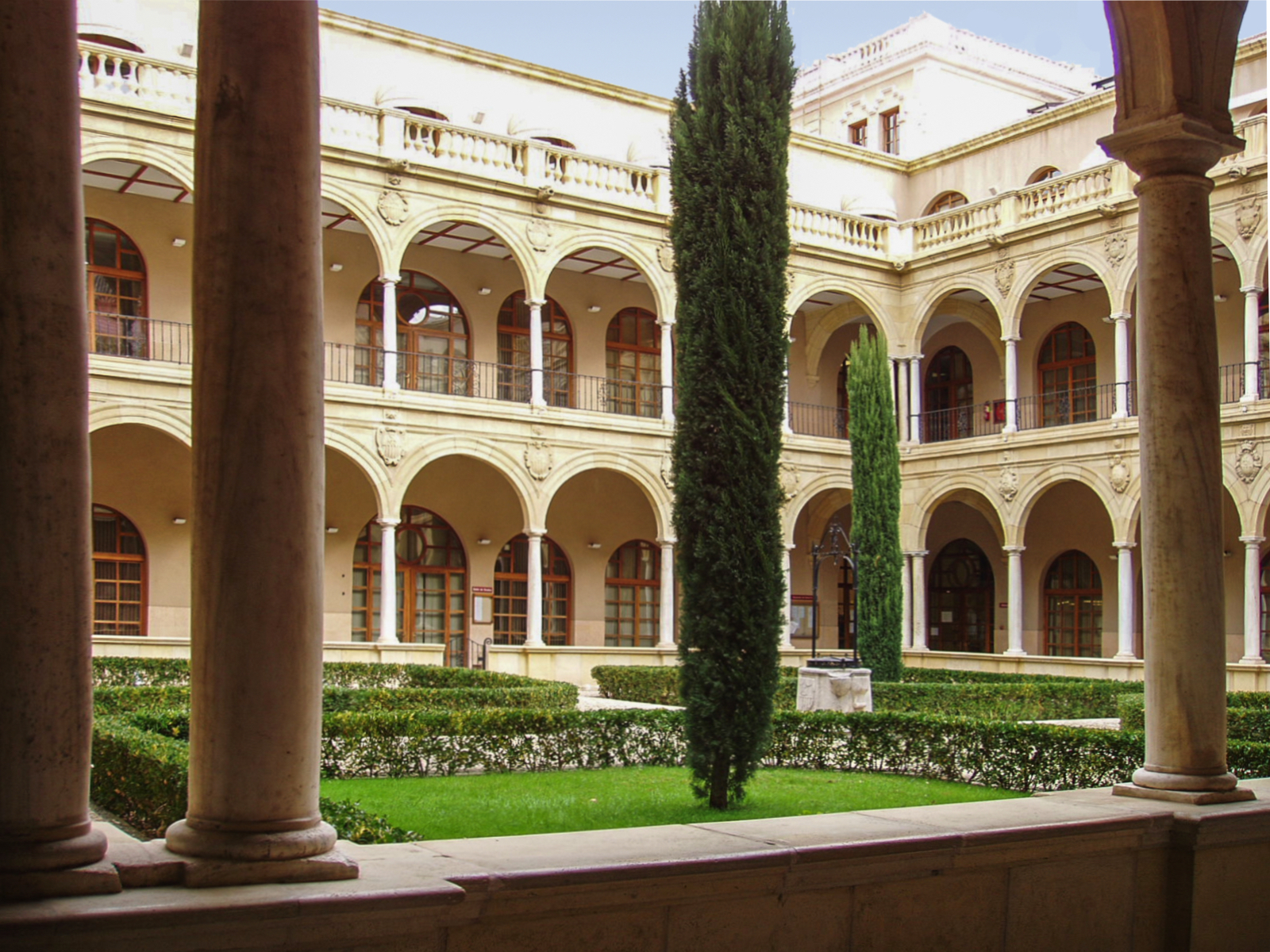
Університет Мурсії (монастир)

Є кілька середніх шкіл, початкових шкіл та професійних шкіл. У Мурсії є три типи шкіл для дітей: приватні школи, такі як «El Limonar International School» (британська міжнародна школа) і «King's College», «The American School of Murcia» (американська міжнародна школа) напівприватні школи (concertado), — це приватні школи, які отримують державне фінансування, а іноді пропонують релігійні навчання та державні школи, такі як «Colegio Publico (CP) San Pablo», «IES Licenciado Francisco Cascales» або столітня «CP Cierva Peñafiel», одна з найстаріших шкіл. Французька міжнародна школа «Lycée Français André Malraux de Murcie» знаходиться неподалік Molina de Segura.
Приватні школи та «концертадо» можуть бути релігійними (переважно католицькими, але прийнятна будь-яка релігія) або світськими, але державні школи є суто світськими. «Концертадо» або напівприватні чи квазіприватні школи заповнюють потребу, надаючи школи, на які уряд не впливає або які випереджають національну шкільну систему. Приватні школи в Мурсії — це не тільки школи англійської мови. Вони також включають «Nelva», релігійну школу, і «San Jorge», світську двомовну іспанську школу.
Мурсія також пропонує освіту для дорослих, які хочуть повернутися до закінчення середньої школи і, можливо, продовжити навчання в університеті.

## Спортивні команди

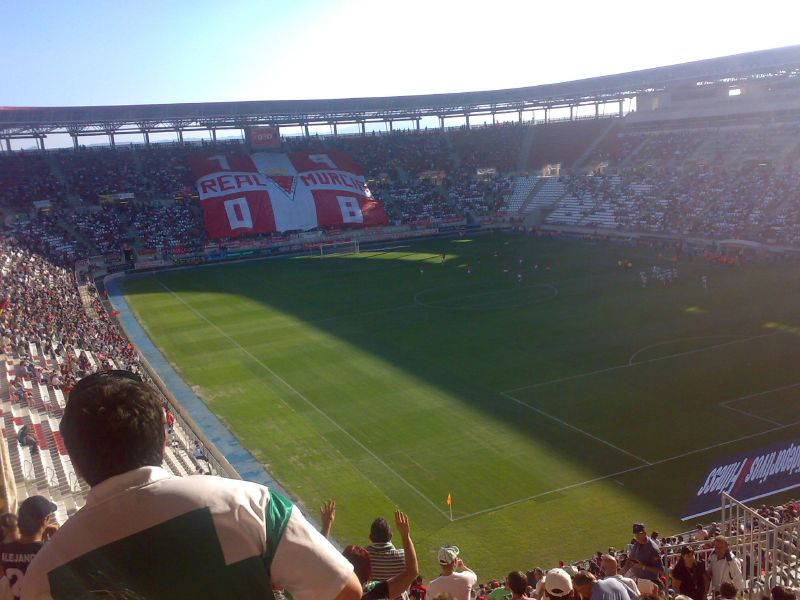
Estadio Nueva Condomina

Нижче перелічено деякі спортивні команди муніципалітету:
- Racing Murcia FC — клуб п'ятого рівня
- Real Murcia — заснований у 1908 році і входить до Іспанського третього дивізіону футболу.
- CF Atlético Ciudad — Іспанський третій дивізіон (Група 2) футболу (розпущена в 2010 році)
- UCAM Murcia — Іспанський третій дивізіон футболу.
- CAP Ciudad de Murcia — Четвертий дивізіон Іспанії (Група 13) футболу.
- CB Murcia — команда належить приватному університету UCAM і входить до іспанської Liga ACB, яка є першою баскетбольною лігою в країні.
- ElPozo Murcia Turística FS — футбольна команда, заснована в 1992 році і грає у другому дивізіоні.
- Команда Hispania Racing F1 — Гонки Формули-1
- CAV Murcia 2005 — це волейбольна команда, і її назва є акронімом від Club Atlético de Voleibol. Вона виграла турнір Supercopa de España у сезоні 2005—2006[107]. Команда стала переможцем у Superliga Femenina de Voleibol у 2008 році[108]. Виграла Copa de la Reina — іспанський турнір у 2011 році[109]. За час свого існування вона отримала 13 назв[110] і припинила свою діяльність у 2011 році через борги[111].
- Origen (кіберспорт) — це найвідоміша команда League of Legends в Іспанії та була заснована в грудні 2014 року. Це команда-фіналіст літнього плей-офф 2015 року. Команда також брала участь у серії League of Legends Challenge і League of Legends Championship[112][113] У 2018 році він перестав базуватися в Мурсії, щоб базуватися в Данії[114].

## Міста-побратими
Мурсія є містом-побратимом із:
- Генуя, Італія (2018)
- Тернопіль, Україна (2015)
- Лечче, Італія (2002)
- Грасс, Франція (1990)
- Ірапуато, Мексика (2012)
- Мурсія, Філіппіни (2002)
- Лодзь, Польща (1999)
- Маямі, Сполучені Штати (1994)

## Відомі люди
- Франсіско Флорес Арроюело (1939—2020), письменник і професор університету
- Мухії ад-Дін Ібн аль-Арабі (1165—1240), Ісламський суфі-майстер і автор[10], ймовірно, найвідоміший суфійський автор історії з Аль-Газалі
- Ніколас Альмагро (1985–), тенісист
- Абул Аббас аль-Мурсі (1219—1286) Ісламський суфій майстер
- Альберто Ботія, професійний футболіст
- Blas Cantó (1991–), співак
- Чаро (1941–), музикант, актриса і артистка
- Хуан де Ла Сьєрва (1895—1936), винахідник автожира, попередника гелікоптера
- Луїс Фахардо (бл. 1556—1617), адмірал і шляхтич, завойовник Ла Мамора
- Дієго де Сааведра Фахардо (1584—1648), письменник і дипломат
- Хорхе Руїс Флорес (1975–), співак іспанського гурту Maldita Nerea[116]
- Рамон Гая (1910—2005), художник і письменник
- Xuso Jones (1989–), співак
- Рут Лоренсо (1982–), співачка
- Вісенте Медіна (1866—1937), поет і письменник
- Хосе Моніно (1728—1808), державний діяч, міністр короля Карла III
- Франсиско «Пако» Рабаль (1926—2001), актор
- Франсиско Сальзілло (1707—1783), бароковий скульптор
- Ібн Сіна (бл. 1007—1066), арабський філолог і лексикограф
- Франсиско Антоніо Марін дель Валле, губернатор і генерал-капітан Нью-Мексико між 1754 і 1760 роками.
- Алехандро Вальверде (1980–), велосипедист